# Badhuset (film, 1989)
Badhuset är en svensk kortfilm från 1989 baserad på P.C. Jersilds novell med samma namn. Filmen är regisserad av Marcelo V. Racana och inspelad på Lidingö. Den hade TV-premiär den 17 oktober 1989 då den visades på SVT2. Novellen som var förlaga till filmen ingår i antologin Gåspennan som Brombergs bokförlag gav ut 1983.

## Handling
Några barn spionerar på ett förälskat par som söker sig till ett badhus för en intim stund. Barnen beslutar sig för att busa med dem.

## Rollista
- David Blom – pojke
- Sara Alström – flicka
- Maria von Bredow – flicka
- Anna von Bredow – flicka
- Johan H:son Kjellgren – flottist
- Lena Nilsson – kvinna
- Anne Lindberg – tant
- Jan Abrahamsson – man på brygga
- Thomas Roos – berättarröst

## Filmmusik
- Jag har en liten melodi, kompositör Kai Gullmar, text Gus Morris, sång Ulla Billquist